# Accipiter henicogrammus
Açor-das-molucas ou açor-das-molucas-setentrionais (Accipiter henicogrammus) é uma espécie de ave de rapina da família Accipitridae.
É endémica da Indonésia.
Os seus habitats naturais são: florestas subtropicais ou tropicais húmidas de baixa altitude e regiões subtropicais ou tropicais húmidas de alta altitude.